# El Redal
El Redal és un municipi de la Rioja, a la regió de la Rioja Mitjana. Pertany al partit judicial de Calahorra i va estar integrada en la denominada Valle de Ocón. Està situada en una plana, al Nord-est de la Villa de Ocón. És un poble eminentment agrícola, on es conrea una creixent plantació de vinyers, en detriment dels ametllers. La resta del paisatge agrícola està dedicat a l'olivera, l'ordi i els productes d'horta (bolets i xampinyons principalment), al costat dels extensos prats que serveixen de pastura als ramats d'ovelles.

## Història
En els voltants del Redal es van assentar pobladors berons i, més tard, romans i àrabs. Després de la conquesta de la zona per Sanç III de Navarra, a principis del segle ix, es va convertir en un senyoriu que acabaria cedit en 1040 com dot de Garcia IV de Nájera a Estefania de Berenguer. Les disputes territorials entre Castella i Navarra arribarien a la Vall, resolent-se moltes vegades amb l'intermediari Enric II d'Anglaterra. El senyoriu va passar en 1379 en mans dels Comtes de Treviño, qui ho van mantenir fins a l'abolició d'aquest sistema jurisdiccional, en el segle xix. A mitjan aquest segle es va independitzar de la vila d'Ocón. Va formar part de la província de Burgos fins a la creació, per Reial decret (30 de novembre de 1833), de la província de Logronyo.

## Arqueologia
El Jaciment de Partelapeña ocupa onze hectàrees aproximadament i es troba al costat del Barranco de la Madre o de la Amoladera. Aquí van viure els primitius habitants de la Vall de Ocón entre finals de l'edat del bronze (segles ix i x aC) i els segles I i II de la nostra era. Els treballs realitzats han aportat peces que podrien pertànyer a l'Eneolític. La major extensió d'aquest assentament es va arribar en època celtibèrica i en la romanització. Les cabanyes més antigues es van situar sobre la superfície rocallosa. El poblat va ser ampliant-se i les construccions van començar a adossar-se a la roca, amb materials poc resistents a les inclemències del temps. Les activitats principals d'aquests habitants eren l'agricultura, la ramaderia i l'artesania. S'han trobat atuells de gran grandària que servirien per a albergar els excedents de producció agrícola. L'assentament va ser abandonant-se d'una manera gradual a la recerca d'altres nuclis d'explotació.